# Agostocarididae
Agostocarididae is een familie van kreeftachtigen uit de klasse van de Malacostraca (hogere kreeftachtigen).

## Geslacht
- Agostocaris C.W.J. Hart & Manning, 1986